# Canada francese

Le province orientali di Québec, Ontario e Nuovo Brunswick costituiscono il cuore storico-linguistico del Canada francese

Suddivisione dei territori francesi (in azzurro), britannici (in rosso) e spagnoli (in arancione) nel nord America, dal 1504 al 1763.

Il Canada francese, o più precisamente Canada francofono (in francese: Canada francophone; in inglese: French Canada), è l'insieme delle zone del Canada nelle quali la lingua maggiormente diffusa è il francese.
Fanno parte di questi territori - un tempo appartenenti alla Nuova Francia - la provincia del Québec (che fra le province canadesi è la più estesa territorialmente e la seconda per numero di abitanti dopo l'Ontario), dove il francese è l'unica lingua ufficiale, il Nuovo Brunswick, provincia bilingue in cui il francese costituisce la madrelingua di un terzo degli abitanti, e alcune zone dell'Ontario orientale e settentrionale confinanti con il Québec.
Per riferirsi al francese parlato in Canada si è soliti parlare di francese canadese, termine che raccoglie il francese del Québec (parlato nell'omonima provincia) e il francese acadiano (parlato nel Nuovo Brunswick).

## Significato storico ed etimologico
Sul piano storico, il Canada francese è la porzione di territorio abitata da etnie che si definiscono franco-canadesi, distribuite lungo la valle del fiume San Lorenzo, nella regione che un tempo era chiamata Nuova Francia. Geograficamente, tale territorio corrisponde alla parte meridionale dell'odierno Québec, esclusa la zona delle Eastern Townships.
Questa zona fu successivamente rinominata in diversi modi: provincia del Québec (nel 1763), Basso Canada (nel 1791), Canada East (nel 1840) e quindi nuovamente provincia del Québec (nel 1867).
Le comunità franco-canadesi insediatesi nel Nord America erano dislocate inizialmente fra le città e le province di Gravelbourg, Saskatchewan; Hawkesbury, Montréal; Manchester nel New Hampshire e Burlington, nell'Ontario.

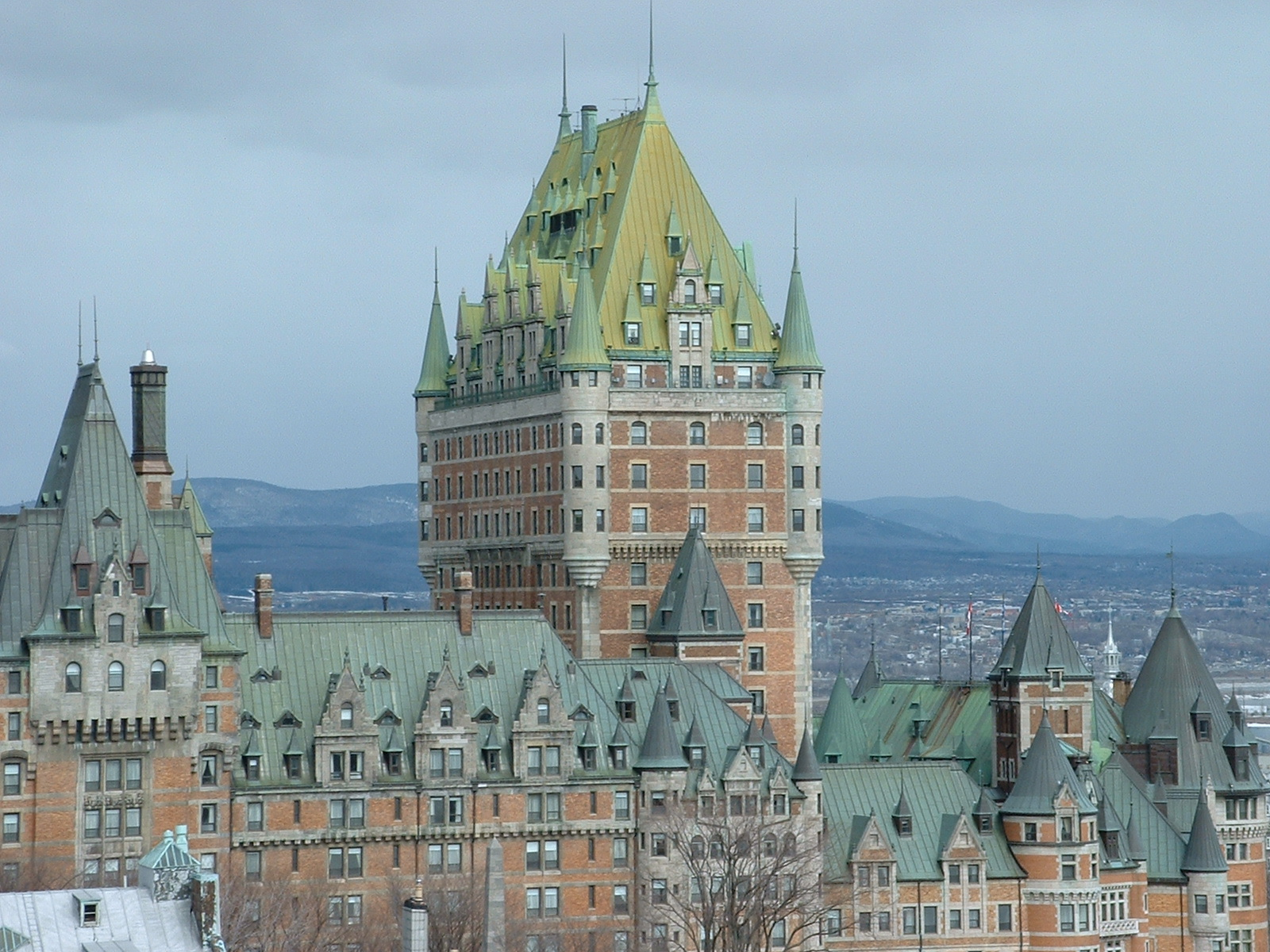
Le severe linee dello Château Frontenac, di stile francese, nella città di Québec. È un hotel progettato dall'architetto americano Bruce Price in uno stile più o meno di ispirazione francese.

Pur facendone parte territorialmente, a causa della cosiddetta diaspora del Québec, non facevano parte di queste comunità gli abitanti della contea municipale regionale di Pontiac, di Stanstead e di alcune delle altre prime comunità locali. Le comunità francofone presenti negli Stati Uniti d'America erano chiamate Little Canadas.
Sul piano etimologico, il termine francofono attribuito agli abitanti del Canada francese va al di là del puro uso della lingua francese o del fatto di essere nativi di  regione. Vengono associati ad essa anche abitanti che si esprimono in dialetti locali ma che si riconoscono maggiormente nella società e nella cultura di stampo francese piuttosto che in quella di tipo inglese.
I canadesi francofoni si definiscono Québécois nelle regioni del Québec, Acadien nel Canada atlantico, Fransaskois nel Saskatchewan, Franco-Manitobain nel Manitoba, Franco-Ontarien nell'Ontario, Franco-Albertain nell'Alberta, Franco-Colombien nella Columbia Britannica, Franco-Terreneuvien  in Terranova e Labrador, Franco-Yukonais nello Yukon e Franco-Ténois nei Territori del Nord-Ovest e Franco-Nunavois nel Nunavut.
Con l'eccezione degli Acadien la cui storia è complessivamente differente, molti franco-canadesi hanno le loro origini nel Québec, sebbene vi siano numerose recenti correnti di immigrazione da altre comunità francofone, come ad esempio da Haiti.

## Il Canada francofono
| Provincia                  | Canadesi di madrelingua francese             |
| -------------------------- | -------------------------------------------- |
| Québec                     | 6 844 075                                    |
| Ontario                    | 533 965                                      |
| Nuovo Brunswick            | 242 070                                      |
| Alberta                    | 65 995                                       |
| Columbia Britannica        | 63 625                                       |
| Manitoba                   | 47 560                                       |
| Nuova Scozia               | 36 745                                       |
| Saskatchewan               | 19 515                                       |
| Isola del Principe Edoardo | 6 110                                        |
| Terranova e Labrador       | 2 515                                        |
| Territori del Nord-Ovest   | 1 050                                        |
| Yukon                      | 980                                          |
| Nunavut                    | 426                                          |
| Totale                     | 7 611 181 (22,3% della popolazione canadese) |